# Армія, мова, віра

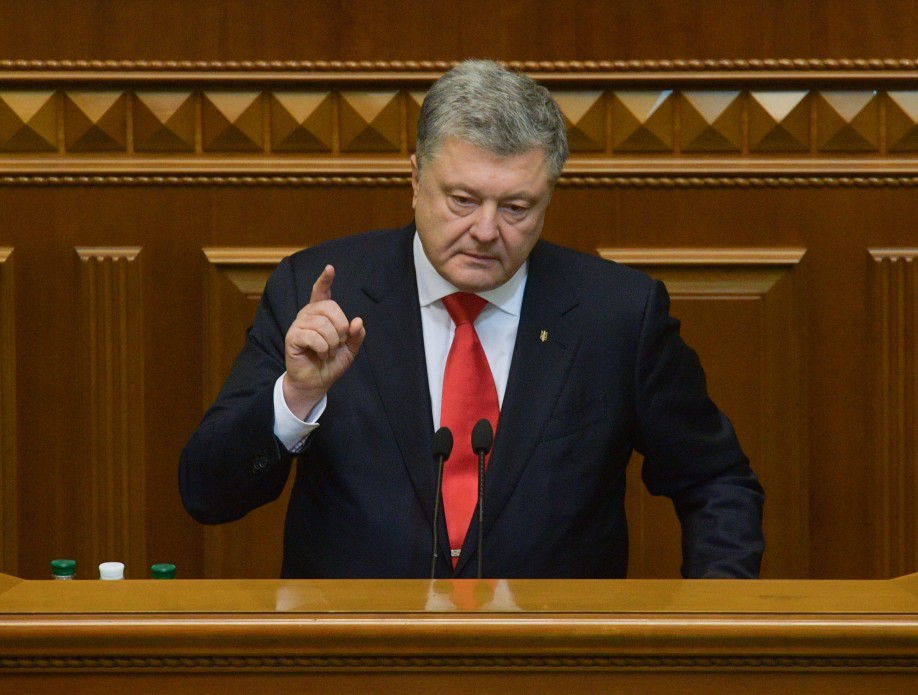
Президент України (2014–2019) Петро Порошенко

Армія, мова, віра — політичне гасло передвиборчої кампанії п'ятого президента України Петра Порошенка, більш розповсюджене у другій половині його каденції. Особливої популярності набуло під час президентських та парламентських виборів 2019 року.

## Історія
Вперше передвиборчу стратегію «Армія. Мова. Віра» запропонував політтехнолог Ігор Гринів на нараді в Адміністрації Президента в 2016-му році, однак тоді ця стратегія не була прийнята.
Гасло з'явилося публічно на тлі підготовки президента Петра Порошенка до переобрання на пост глави держави 2019 року. Він прагнув створити образ могутнього державного діяча та зіграти на націоналістичних настроях українців, які дещо посилилися після анексії Криму та початку бойових дій на Донбасі. Слід зазначити, що на початку президентства Порошенко долучився до популяризації іншого гасла: «Єдина країна. Единая страна». На знак підтримки цього докорінно іншого визначення української нації Петро Порошенко навіть виголосив частину інавгураційної промови російською.

У своєму щорічному зверненні до депутатів Верховної Ради 20 січня 2018 року Петро Порошенко назвав армію, мову та віру формулою сучасної української ідентичності.
Армія, мова і віра — це не гасло. Це формула сучасної української ідентичності. Армія боронить нашу землю. Мова боронить наше серце. Церква боронить нашу душу
Президент Порошенко підкреслив, що Україна побудувала боєздатну армію, повертає своїй церкві «гідне місце у світовому православ'ї», а також зміцнюється роль української мови — «складової сили і успіху нашого народу».

## Зміст
Гасло визначає три пріоритети української зовнішньої та внутрішньої політики:
Арміярозвиток Збройних сил України, розбудова потужного військово-промислового комплексу, соціальні пільги військовослужбовцям, закріплення євроатлантичних прагнень України в Конституції з метою відсічі російській агресії на Україну
Моваукраїнізація, тобто розвиток українського книгодрукування, збільшення питомої ваги української мови на телебаченні, популяризація українського дубляжу — надання українській мові престижного соціального статусу
Віраоскільки Росія під час гібридної війни використовує супроти збільшення української національної тожсамості екзальтовану релігійну пропаганду через філію РПЦ в Україні, Порошенко доклав зусиль до створення української автокефальної православної церкви та надання їй томосу Вселенським Патріархом Варфоломієм I. Це спричинило особистий конфлікт між ним та Патріархом Філаретом, який прагнув очолити новостворену церкву. Іншим доленосним наслідком є черговий розкол між Константинопольським Патріархатом та Москвою, не подоланий і досі. Хоча томос вважають одним із найбільших досягнень Порошенка на посту президента, до його надання свого часу спричинилися його попередники, зокрема Леонід Кравчук, Леонід Кучма та особливо Віктор Ющенко. Хоча під час виборів штаб Порошенка намагався замовчати цей факт

## Відгуки

### Позитивні

#### Ігор Гринів
Політтехнолог Ігор Гринів вважає, що формула зі свободою (на кшталт слогана, що прикрашав Будинок профспілок, поки там йшов ремонт, Свобода — це наша релігія) не може бути національною ідеєю для українців. За його словами, девіз Французької революції «Свобода, рівність, братерство» — «це дійсно дуже гідні слова», а «Україна — terra cosaccorum земля вільних людей».
Політтехнолог пояснює, що «бажання мати свій шлях — це також частково протидія свободі».
Ми хочемо, щоб «мовчали Америки й Росії», бо маємо своє священне право. Але також ми повинні розуміти, що в сучасному світі треба мати відповідь і про те, які відносини у нас з сусідами, куди ми рухаємся і чи готові тільки самі себе захищати. Чи нам потрібне НАТО як система захисту колективної безпеки, бо маємо сусідом країну, яка, як писав Маркс, переносить столицю з Москви до Петербурга не для того, щоб пробити вікно в Європу, а щоб через якийсь час захопити половину цієї Європи. І справді через 100 років і Фінляндія, і Польща, і все інше падає, і Петербург стає центром. Протидіяти цьому можна тільки маючи добрі союзи.
За словами Гриніва, якби Україна мала 42 мільйони патріотів, можливо, не треба було б і армії. На ремарку журналіста, чи фактично команді Порошенка йшлося про витворення homo ukrainikus, політтехнолог відповів: «Хотіли і хочемо далі».

### Негативні

#### Геннадій Москаль
Ексголова Закарпатської ОДА Геннадій Москаль вважає, що авторів лозунга доцільно стратити:
Купка «правих» зібрались та почали підштовхувати країну туди, куди вважали потрібник. Я не говорю про армію — я маю на увазі лозунг «мова і віра». Треба стратити того, хто вибрав такий лозунг для виборчої кампанії Порошенка. Такі лозунги, як мова та віра, не сприймаються більшістю регіонів України. А варто починати з того, що сприймається всюди: зниження ціни на газ, підвищення пенсій та добробуту людей і так далі і таке інше. Це сприймається у кожному закапелку України. Однак цього ніхто не робить